# The Glamorous Life (single)
The Glamorous Life is een nummer van de Amerikaanse zangeres Sheila E. uit 1984. Het is de eerste single van haar gelijknamige debuutalbum.
Het nummer is geschreven en gecomponeerd door Prince, die ook op de plaat te horen is als achtergrondzanger. De ik-figuur in het nummer kijkt met een cynische blik naar het "glamoureuze leven" in de showbizz, hoewel ze zich ook realiseert dat dat "zonder liefde niet veel" is. "The Glamorous Life" leverde Sheila E. een grote hit op in Noord-Amerika en het Nederlandse taalgebied. In de Amerikaanse Billboard Hot 100 bereikte het nummer de 7e positie, in de Nederlandse Top 40 de 2e en in de Vlaamse Radio 2 Top 30 de 5e. Buiten Nederland en Vlaanderen werd het nummer elders in Europa geen hit.
Phil Collins heeft gezegd dat dit nummer van invloed was op de single Invisible Touch van Genesis.